# Dear My Life
『Dear My Life』（ディア・マイ・ライフ）は、2007年4月4日発売されたTHE ALFEE55枚目シングル。

## 概要
「2007年大阪国際女子マラソン」イメージソング。
上記タイアップ曲が表題曲になったのは、1990年『FLOWER REVOLUTION』以来17年振り、2回目。
表題曲のタイアップがマラソンイメージソング１つだけで発売されたのは、今作が初。
500円（税込）という異例の低価格で販売された。
33年間の活動の中で、初めて公式なカップリング曲が無く、表題曲・Original Instrumental及びボーナストラック、という構成のシングルとなった。
ジャケットと収録曲は3パターンあり、ボーナストラックが異なる（詳細は後述）その3枚を左から順に桜井→坂崎→高見沢に並べるとジャケット上部に「THE ALFEE DEAR MY LIFE」の文字が完成する。

## 収録曲
1. Dear My Life（作詞・作曲：高見沢俊彦、編曲：THE ALFEE with 岸利至）
2. Dear My Life (Original Instrumental)

## ジャケットとボーナストラック(#3)の関係
ジャケットは3種類あり、そのジャケットによってボーナストラックが異なる。ジャケットとボーナストラックの関係は次の通り。
- 桜井ジャケット
  - Dear My Life Acoustic Guitar Instrumental
- 坂崎ジャケット
  - 夢よ急げ Acoustic Guitar Instrumental
- 高見沢ジャケット
  - Dear My Life Original Instrumental with Electric Guitar Melody

## レコード会社の変遷
本作発売の僅か3ヵ月後、THE ALFEEが1997年から所属したレコード会社、東芝EMIはEMIミュージック・ジャパンに社名変更。2013年にユニバーサルミュージックの傘下となり事実上消滅する。